# H. Russell Wakefield
Herbert Russell Wakefield (1888 - 1964) fue un novelista, cuentista, editor y funcionario inglés, recordado en particular por sus cuentos de fantasmas.

## Trayectoria
Sus relatos aparecieron en diversas colecciones a lo largo de su larga carrera como escritor: They Return At Evening (1928), Old Man's Beard: Fifteen Disturbing Tales (1929), Imagine a Man in a Box (1931), Ghost Stories (1932), A Ghostly Company (1935), The Clock Strikes Twelve: Tales of the Supernatural  (1940) y Strayers from Sheol (1961).  
La atmósfera peculiar y las oscuras tramas de sus cuentos han sido comparados con los del especialista M. R. James. Algunos críticos consideran a Wakefield uno de los grandes maestros del cuento de horror sobrenatural. August Derleth dijo de él que era «el último gran representante de una tradición del relato de fantasmas que se inicia con Sheridan Le Fanu y alcanza su cima con Montague Rhodes James.»
El poeta John Betjeman, por su parte, afirmó: «M. R. James es el gran maestro del cuento de fantasmas. Henry James, Sheridan Le Fanu y H. Russell Wakefield ocupan el segundo puesto a la par.» 
En 1946, la editorial Arkham House publicó una versión expandida de The Clock Strikes Twelve para el mercado estadounidense; también sacó a la luz el último libro de Wakefield, Strayers from Sheol.  En 1978, el editor John Murray publicó a su vez The Best Ghost Stories Of H. Russell Wakefield, editado por Richard Dalby. Este libro abarca toda la trayectoria de Wakefield, incorporando algunos cuentos nunca antes publicados. Sus primeras antologías de cuentos fueron reimprimidas en los años 90 por la editorial canadiense Ash-Tree Press en edición limitada. Un libro de relatos inéditos: Reunion at Dawn: And Other Uncollected Ghost Stories, apareció en el año 2000.
Wakefield es muy conocido en el campo del terror, pero sus contribuciones fueron más amplias. Muy interesado por la psicología criminal, escribió dos estudios de criminología: The Green Bicycle Case (1930) y Landru: The French Bluebeard (1936). También escribió tres novelas de detectives: Hearken to the Evidence (1933), Belt of Suspicion (1936) y Hostess of Death (1938).
En 1968, la BBC produjo una dramatización del famoso cuento The Triumph of Death, "El triunfo de la muerte", protagonizada por la actriz Claire Bloom.

Un dolor lancinante le atenazó el pecho. ¿Quién podía llorar de aquel modo? Comprendió que tenía que reunir todo su valor; después de todo, tal vez se trataba de un ser humano, de carne y hueso, y no de un fantasma. Tomando una vela, se dirigió de puntillas hacia el office, una habitación desnuda que olía a polvo y a suciedad, un lugar que evitaba siempre que podía.
 De El triunfo de la muerte

Existe un breve pero sugerente análisis del trabajo de Wakefield en el libro del estudioso Jack Sullivan, Elegant Nightmares:  The English Ghost Story From Le Fanu to Blackwood (1978).
Pese a su importancia, este autor ha sido escasamente traducido al castellano.

## Obra
Libros de cuentos
- They Return At Evening (1928)
- Old Man's Beard: Fifteen Disturbing Tales (1929)
- Imagine a Man in a Box (1931)
- Ghost Stories (1932)
- A Ghostly Company (1935)
- The Clock Strikes Twelve: Tales of the Supernatural  (1940)
- The Clock Strikes Twelve (Arkham House, 1946)
- Strayers from Sheol (1961)

Criminología
- The Green Bicycle Case (1930)
- Landru: The French Bluebeard (1936)

Novelas de detectives
- Hearken to the Evidence (1933)
- Belt of Suspicion (1936)
- Hostess of Death (1938).

Antologías póstumas
- The Best Ghost Stories Of H. Russell Wakefield (1978)
- Reunion at Dawn: And Other Uncollected Ghost Stories (2000)